# Diecezja Cajazeiras
Diecezja Cajazeiras (łac. Dioecesis Caiazeirasensis) – diecezja Kościoła rzymskokatolickiego w Brazylii. Należy do metropolii Paraíba, wchodzi w skład regionu kościelnego Nordeste II. Została erygowana przez papieża Piusa X bullą Maius Catholicae Religionis incrementum w dniu 6 lutego 1914.

## Główne świątynie
- Katedra: Katedra Matki Bożej Bolesnej w Cajazeiras

## Biskupi diecezjalni
- Moisés Sizenando Coelho (1914–1932)
- João da Matha de Andrade e Amaral (1934–1941)
- Henrique Gelain (1944–1948)
- Luis do Amaral Mousinho (1948–1952)
- Zacarias Rolim de Moura (1953–1990)
- Matias Patrício de Macêdo (1990–2000)
- José Gonzalez Alonso (2001–2015)
- Francisco de Sales Alencar Batista OCarm (2016–2023)
- Francisco de Assis Gabriel dos Santos CSsR (nominat)